# 動物科学科
動物科学科（どうぶつかがくか）は、動物学・動物科学について学ぶ学科。動物学は、獣医学分野を除く馬調教、酪農学、畜産学（草地学、畜産科学、応用動物科学、動物生産科学）、動物生命工学、飼育学、など動物全般に関する分野を学ぶ。

## おもな設置校
- 青森県立三本木農業高等学校
- 岩手県立盛岡農業高等学校
- 宮城県柴田農林高等学校
- 静岡県立田方農業高等学校
- 愛知県立安城農林高等学校
- 香川県立農業経営高等学校
- 島根県立出雲農林高等学校
- 長崎県立諫早農業高等学校
- 長崎県立北松農業高等学校 動物科学コース
- 三重県立久居農林高等学校 動物科学コース
- 富山県立中央農業高等学校 動物科学コース

## 高等教育・研究機関

### 農学部系
- 日本獣医生命科学大学 応用生命科学部 動物科学科
- 東京農業大学 農学部 動物科学科
- 東京農業大学生物産業学部北方圏農学科（動物バイテク、動物生産管理学、動物資源管理学など）
- 岩手大学 農学部 動物科学・水産科学科 動物科学コース（動物科学課程→動物科学科に再変更後、2025年度から）
- 秋田県立大学 生物資源科学部（秋田キャンパス・大潟キャンパス）応用生物科学科 分子細胞機能研究グループ
- 山形大学農学部 食料生命環境学科 バイオサイエンスコース 動物機能調節学分野
- 東北大学農学部 生物生産科学科 応用動物科学系
- 宮城大学 食産業学群 食資源開発学類 動物生産科学コース
- 筑波大学生命環境学群生物学類 応用生物コース
- 筑波大学生命環境学群生物資源学類 農林生物学領域 動物資源生産学/媒介動物制御学分野
- 茨城大学農学部 食生命科学科 動物病理学、動物育種学、動物細胞工学、動物栄養生理学、動物生化学、応用動物行動学、動物機能形態学の各分野
- 宇都宮大学農学部 生物資源科学科 動物育種繁殖学分野／動物機能形態学分野
- 東京大学農学部 応用動物科学専攻→応用生命科学課程動物生命システム科学専修
- 東京農工大学#農学部生物生産学科動物生産系
- 信州大学農学部 農学生命科学科 動物資源生命科学コース
- 新潟大学農学部 農学科 流域環境学プログラム野生動物管理学分野、動物生態学分野／生物資源科学プログラム動物生産学分野
- 石川県立大学生物資源環境学部 生産科学科 動物生産系
- 静岡大学 農学部 応用生命科学科 動物生理学分野
- 名古屋大学農学部資源生物科学科動物形態学、動物統合生理学、動物生殖科学、動物栄養科学、動物生産科学の各分野
- 岐阜大学応用生物科学部 生産環境科学課程 応用動物科学コース（旧岐阜県立岐阜農林高等学校 動物科学科）
- 滋賀県立大学環境科学部 生物資源管理学科 動物・魚類・昆虫グループ
- 京都府立大学生命環境学部 農学生命科学科 動物機能学分野、動物衛生学分野
- 京都大学農学部資源生物科学科資源動物グループ
- 京都大学霊長類研究所
- 神戸大学農学部 資源生命科学科 応用動物学コース
- 岡山大学農学部 総合農業科学科 応用動物科学コース
- 広島大学生物生産学部 生物生産学科 動物科学講座→動物生産科学コース動物生産科学プログラム
- 鳥取大学農学部 生命環境農学科 里地里山環境管理学コース 動物分類学分野
- 山口大学農学部 生物資源環境科学科 応用動物生態学分野
- 香川大学農学部 応用生物科学科 応用生命科学コース 動物生命現象分野
- 徳島大学生物資源産業学部 生物資源産業学科 生物生産システムコース 動物生殖工学/動物発生工学分野
- 九州大学農学部 生物資源環境学科 動物生産科学コース アニマルサイエンス分野
- 佐賀大学農学部 応用生物科学科 生物資源開発学講座 動物遺伝育種学分野／動物繁殖生理学分野／動物資源開発学分野、生物資源制御学講座 動物行動生態学分野
- 宮崎大学農学部 農学科 動植物資源生命科学コース（2024年度まで畜産草地科学科）
- 琉球大学農学部 亜熱帯農林環境科学科 動物機能学コース
- 東洋大学板倉キャンパス 生命科学部 生命科学科 動物・人間科学分野、応用生物学科 応用動物コース
- 日本大学生物資源科学部 動物資源科学科
- 玉川大学 農学部 生産農学科 動物科学領域
- 玉川大学 農学部 環境農学科 生態系科学領域 動物生態学・野生動物管理学分野
- 明治大学#農学部 生命科学科 動物再生システム学、動物生理学分野
- 名城大学農学部 生物環境科学科 環境動物学分野
- 近畿大学#奈良キャンパス 農学部 生物機能科学科 動物分子遺伝学分野
- 東海大学農学部 応用動物科学科（旧九州東海大学 応用動物科学科）
- （独）農業生物資源研究所 動物科学研究領域（所管：農水省）

### その他
- 東京大学理学部 生物化学科 動物科学講座
- 石巻専修大学 理工学部 生物科学科 動物コース
- 千葉科学大学 危機管理学部 動物危機管理学科
- ヤマザキ学園大学 動物看護学部 動物看護学科
- 麻布大学 獣医学部 動物応用科学科
- 帝京科学大学 生命環境学部 アニマルサイエンス学科
- 北里大学 獣医学部 動物資源科学科
- 人間環境大学 総合環境学部 フィールド自然学科（一部動物学）
- 岡山理科大学 理学部 動物学科
- 倉敷芸術科学大学 生命科学部 動物生命科学科
- 九州医療科学大学 薬学部 動物生命薬科学科

野生動物管理学
- 国立研究開発法人 森林研究・整備機構野生動物研究領域

- 一般財団法人 自然環境研究センター
- 北海道大学 大学院獣医学研究院・獣医学部 野生動物学教室
- 北海道立総合研究機構環境・地質研究本部環境科学研究センター
- 酪農学園大学 農食環境学群 環境共生学類 野生動物学コース
- 北里大学 獣医学部 生物環境科学科 野生動物学分野
- 帯広畜産大学 畜産学部 野生動物管理学分野
- 岩手大学 農学部 森林科学科 野生動物管理学分野
- 山形大学 農学部 森林動物管理学分野
- 筑波大学森林生態環境学分野 動物ゼミ
- 宇都宮大学農学部 雑草と里山の科学教育研究センター 野生鳥獣管理学研究室
- 千葉科学大学 危機管理学部 動物危機管理学科 野生動物管理学コース
- 東京大学農学部 保全生態学分野
- 東京農業大学農学部 野生動物学分野
- 東京農業大学 国際食料情報学部 国際農業開発学科 野生動物管理学分野
- 東京農工大学農学部 生物生産学科 動物生産系 野生動物管理学分野／野生動物保護学分野／食肉目動物保護学分野
- 玉川大学 農学部 環境農学科 生態系科学領域 野生動物管理学分野
- 日本大学生物資源科学部 動物資源科学科 野生動物学
- 日本獣医生命科学大学 獣医学科 野生動物学分野

- 麻布大学 獣医学部 動物応用科学科 野生動物学分野
- 山梨県富士山科学研究所 動物生態学研究室
- 長岡技術科学大学 生物機能工学課程 野生動物管理工学分野
- 信州大学農学部 農学生命科学科 動物資源生命科学コース 動物行動管理学分野　大学院 総合理工学研究科 農学専攻 生物資源科学分野
- 信州大学農学部附属アルプス圏フィールド科学教育研究センター動物生態学
- 信州大学 農学部 食と緑の科学資料館内　野生動物対策センター
- 石川県立大学生物資源環境学部 生産科学科 動物生産系野生動物保護管理学.
- 岐阜大学 応用生物科学部 附属野生動物管理学研究センター
- 岐阜大学 農学部 共同獣医学科 野生動物医学分野
- 名城大学 農学部 生物環境科学科 環境動物学分野
- 滋賀県立大学環境科学部 生物資源管理学科 動物・魚類・昆虫グループ 応用動物管理学研究室
- 京都大学農学部 資源生物科学科 資源動物グループ動物生態学分野／動物系統学分野
- 兵庫県森林動物研究センター
- 兵庫県立大学 自然・環境科学研究所（森林・動物系）
- 広島修道大学 人間環境学部 野生動物生態学野生動物管理学
- 広島大学大学院統合生命科学研究科附属瀬戸内圏フィールド科学教育研究センター
- 琉球大学 農学部 動物生態学分野

### 外国大学（教育研究機関）の一例
- ネバダ大学リノ校 動物科学部
- オレゴン州立大学 動物科学Departments
- シラパコーン大学 動物科学・農業技術学部
- 浙江大学 動物科学学院
- 遼寧医学院 本科動物科学課程
- 上海交通大学 動物科学系
- 中国文化大学 動物科学学科
- 広西大学 動物科学技術学部
- 国立嘉義大学 動物科学研究所
- ハンガリー・動物科学大学（獣医学校）
- リトアニア獣医学アカデミー